# Recep İvedik 3
Série
Recep İvedik 2
(2009) Recep İvedik 4
(2014)
Pour plus de détails, voir Fiche technique et Distribution.
Recep İvedik 3 est une comédie humoristique turque réalisée par Togan Gökbakar et sortie en 2010. Le film met en scène pour la troisième fois l'acteur Şahan Gökbakar dans le rôle du personnage Recep İvedik.
Le film a été le deuxième plus gros succès de l'année 2010 en Turquie, derrière le film Five Minarets in New York, avec un total de 3 325 842 entrées et 28 710 987 TL de revenus.

## Fiche technique
- Titre : Recep İvedik 3
- Réalisation : Togan Gökbakar
- Scénario : Serkan Altunigne, Sahan Gökbakar, Togan Gökbakar et Can Ali Sabuncu
- Musique : Oguz Kaplangi
- Photographie : Reece Larkin et Ertunç Senkay
- Montage : Erkan Özekan
- Production : Faruk Aksoy et Mehmet Soyarslan
- Société de production : Aksoy Film
- Pays :  Turquie
- Genre : Comédie
- Durée : 95 minutes
- Dates de sortie : 
  - Turquie : 12 février 2010
  - France : 17 février 2010

## Distribution
- Şahan Gökbakar : Recep İvedik
- Zeynep Çamci : Zeynep
- Mücahit Avci : le propriétaire de l'hôtel
- Volkan Cal : le journaliste
- Mehmet Sah Celik : l'avocat